# John Leonard Knapp

## Algunas publicaciones

### Libros
- 1856. Country rambles in England;: Or, Journal of a naturalist. Ed. Phinney & Co. 336 pp.
- 1838The Journal Of A Naturalist. Reimpreso 2008, Ed. Kessinger Publ. 480 pp. ISBN 1-4366-6631-7

## Honores
En su honor se nombró al género:
- Knappia Sm. 1804

- La abreviatura «Knapp» se emplea para indicar a John Leonard Knapp como autoridad en la descripción y clasificación científica de los vegetales.[1]